# Mobility as a Service

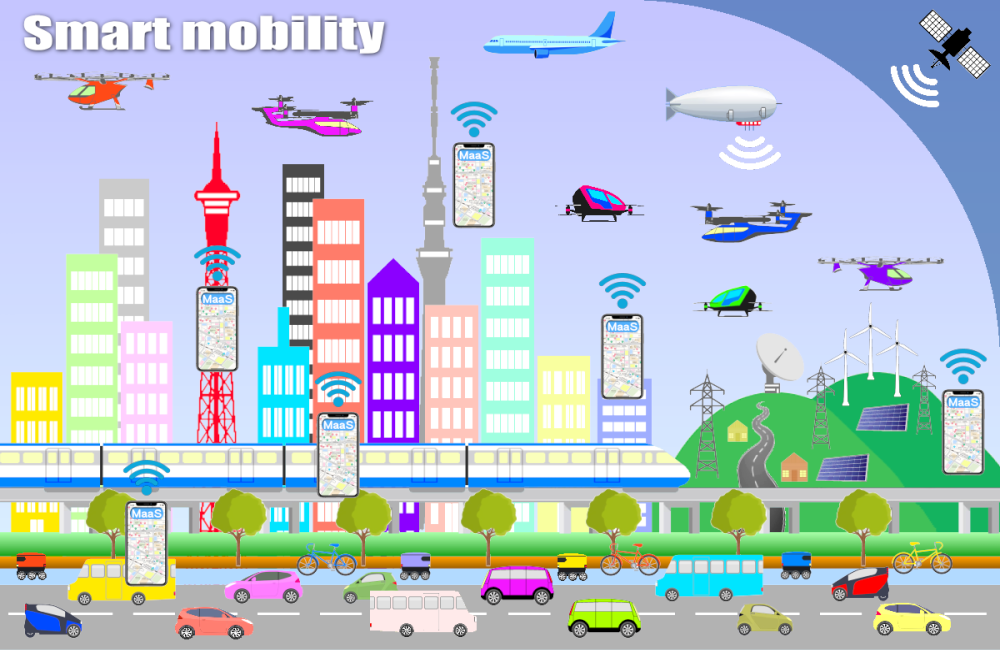
新世代モビリティ社会の実現

Mobility as a Service（モビリティ・アズ・ア・サービス、MaaS〈マース〉）とは、公共交通を含めた、自家用車以外の全ての交通手段による移動を1つのサービスとして捉え、シームレスにつなぐ移動の概念、またそれを目的としたサービスのこと。実現にはICT（情報通信技術）が用いられる例が多い。
MaaSの目的は、マイカーの利用を転換させることにあるとされる。なお、MaaSの定義や解釈は定まったものが存在せず、機関や個人によって異なっているとされている。

## 概要
都会の居住者が利用可能な交通サービスをスマートフォンのアプリのような単一のプラットフォーム上で選択するというものであり、そのアプリを使って移動の行程を決めるかまたは交通サービスを定期購買する。よって自家用車を使わずしての移動が便利になるという設計である。
MaaSに必要な要素については、サービス内容の統合程度にもよるが、交通機関の運行等の情報や、運賃・料金の設定及び決済があげられる。Maasの目的としては観光や医療等の目的地における交通以外のサービス等との連携により、移動の利便性向上や地域の課題解決にも資する重要な手段になることである。
公共交通機関の運行情報等
鉄道、バス等の経路、時刻表等のデータを検索し組み合わせ、利用者のニーズに合うサービスが提案されるため、2015年9月に公共交通オープンデータ協議会が設立され、「公共交通分野におけるオープンデータ推進に関する検討会」が検討を進めている。

## 各国におけるMaaSの事例

### 日本
JR西日本、JR東日本では、2020年9月24日にMaasの取り組みを発表した。JR西日本の「WESTER」、JR東日本の「JR東日本アプリ」の利用により、リアルタイム経路選択（列車の遅れを加味した経路選択）が利用できる。
トヨタ自動車は、2019年にAutono-Maas専用EV「e-Palette（東京2020オリンピック・パラリンピック仕様」の詳細を発表した。また、「トヨタは、2018年1月に、自動車会社から様々な移動を支えるモビリティ・カンパニーへの変革を宣言するとともに、象徴として電動化、コネクティッド、自動車運転技術を活用したe-Palette Conceptを発表しました。」 と述べている。
NTTドコモは、移動の高度化、統合、サービス連携（移動×サービス）の3つでとらえそれぞれに取り組みを進めている。Maasのノウハウ導入を目的とした越境転職なども増えている。

### フィンランド
フィンランドでは、MaaS Global社によるMaaSアプリ「Whim」が普及している。Whimでは、複数の交通事業者のサービスを統合し、経路検索から予約・決済まで、一つのサービスで可能となっている。支払いでは、都度決済のほかに、月額定額のプランも用意されている。Whimは2016年秋、首都ヘルシンキで試験事業を開始した後、2017年夏に正式に運用を開始している。当初は利用可能な交通機関が、電車やバスなどの公共交通、レンタカー、タクシーに限られていたが、現在ではシェアサイクル、カーシェアリングも対象となっている。月額サービスも修正を繰り返しており、事業範囲はヨーロッパだけでなく、北アメリカやアジアへの拡大も予定している。
また、2018年7月には、フィンランド運輸通信省によって交通サービス法が施行され、MaaSの推進が行われている。

### ドイツ
ドイツでは、ダイムラー社の子会社のMoovel社によって、2012年にMaaSアプリ「moovel」がドイツ全土を対象に開始される。対象エリアの交通事業者と提携を行い、複数の手段を用いたルート検索、予約、決済が可能となっている。また、BMW社との提携も発表しており、業界内での提携も行われている。
さらに、2013年になるとドイツ鉄道が、複数の交通手段を用いたルートや運賃を計算する「Qixxit」を提供開始した。

### イギリス
MaaS Global社の「Whim」が、ウェストミッドランドにて2018年4月に開始されている。

## 利点
- 効率化されることにより、都市部での渋滞が緩和される[10]。
- 自家用車の利用から転換することにより二酸化炭素の排出量が減る[10]。
- 自動運転車を使用すれば交通手段の少ない地域でも利便性が高まる[10]。
- 新しい生活様式（3密の回避等）へ対応することができる[11]。
- バス、電車等の既存公共交通の有効に活用される[11]。
- 外出機会の創出により地域活性化につながる[11]。
- スーパーシティ・スマートシティの実現につながる[11]。